# هراس از آزار جنسی
هراس از آزار جنسی که در انگلیسی با عنوان آگرافوبیا Agraphobia و همچنین contreltophobia شناخته می‌شود، یک ترس غیرطبیعی از مورد سوء استفاده جنسی واقع شدن می‌باشد. این وضعیت گرچه معمول است، اما هنوز به شکل گسترده‌ای شناخته نشده‌است.

## علل
افراد مبتلا به agraphobia ممکن است در تجارب گذشته شان یک برخورد آسیب زای عاطفی با موضوع سوء استفاده جنسی داشته باشند. چنین تجربه‌هایی الزاماً لازم نیست که برای خود بیمار اتفاق افتاده باشد بلکه حتی تماشای صحنه رخ دادن یک سوء استفاده جنسی (حتی در فیلم یا در تلویزیون) می‌تواند به عنوان یک ماشه یا یک عامل محرک این وضعیت عمل کند. سپس در بدن یک نوع ترس از رخداد دوباره این تجربه ایجاد می‌شود تا به عنوان راهی برای "اطمینان" از این موضوع عمل کند که چنین رویدادی دوباره اتفاق نمی افتد.
در برخی از موارد هیستری سوء استفاده جنسی، ناشی از اطلاعات نادرست، غیرت ورزی‌های کورکورانه و افراطی، یا شیوه‌های تحقیق فاقد دقت، یا پوشش اخبار به صورت احساساتی می‌باشد، که همچنین می‌تواند باعث «آگرافوبیا»agraphobia (هراس از آزار جنسی) نیز بشود : این نوع آگرافوبیا [که به یکی از روش‌های فوق پدید می‌آید] با آگرافوبیای پس از آسیب یا PTSD-driven agraphobia، که بدنبال شرایط واقعی سوء استفاده جنسی پدید می‌آید، متفاوت است. مراقبت روزانه نادرست در هیستری سوء استفاده جنسی یکی از نمونه‌هایی است که اشتباهاً منجر به تشخیص آگرافوبیا agraphobia می‌شود. بسیاری از افراد که اساساً به سوء استفاده جنسی متهم یا حتی در این زمینه مجرم شناخته می‌شوند و بعدها بی گناهی شان آشکار می‌شود، عذاب سخت جسمی شان باعث بروز هیستری یا آگرافوبیای ناشی از اطلاعات نادرست در آن‌ها می‌شود.
لازم به ذکر است که شواهد واقعی هم در مورد سوء استفاده جنسی واقعی و همچنین در مورد اتهامات دروغین ناظر به سوء استفاده جنسی شایع هستند، و برای انجام یک بررسی تخصصی و دقیق، جهت تعیین این که چه نوعی از آگرافوبیا در هر مورد خاص ممکن است رخ دهد، الزامی به نظر می رسند. در بعضی از کشورهای توسعه یافته، استانداردهای جدیدتری برای تحقیقات در مورد سوء استفاده جنسی وضع گردیده (و توسط دادگاه‌ها به کار گرفته می‌شود) تا از بروز آگرافوبیای ناشی از هیستری، و همینطور از تعقیب بی گناهان جلوگیری به عمل آید. هرچند که این استانداردهای جدید هماهنگ و یکسان نیستند و در تمام کشورها نیز مورد پیروی قرار نمی‌گیرند.
همچنین گاهی اوقات مقاصد مخرب می‌توانند در کودکان باعث آگرافوبیای مشتق از هیستری بشوند. به عنوان مثال، یک پدر یا مادر کینه جو و تلافی گر یا پدر و مادرهای سوءاستفاده‌کننده و آزاردهنده کودکان ممکن است به عمد سعی کنند که یک آگرافوبیای حاصل از هیستری را در یک کودک القاء نمایند، به این منظور که به وسیلهٔ یک بچّه اتهام نادرستی را در برابر پدر و مادر دیگری در یک پرونده گرفتن حضانت کودک مطرح سازند، یا به منظور اینکه به تحقیقات پلیس لطمه وارد سازند تا پدر و مادر بی گناه را آزارگر کودک جلوه دهند. این نتایج گاهی اوقات منجر به تعقیب قضایی والدینی می‌شود که سعی بر وارد ساختن آن اتهامات نادرست داشته‌اند. دادگاه‌ها نیز به‌طور فزاینده‌ای در حال مشاهده موارد ثابت شده‌ای از آگرافوبیاهای عمداً القاء شده در کودکان می‌باشند که به عنوان شکلی از سوء استفاده از کودکان محسوب می‌شود، و همچنین این دادگاهها با جرایمی علیه افراد بزرگسالی مواجه هستند که دیگران را به دروغ متهم کرده‌اند.